# Rådmansvången, Lund

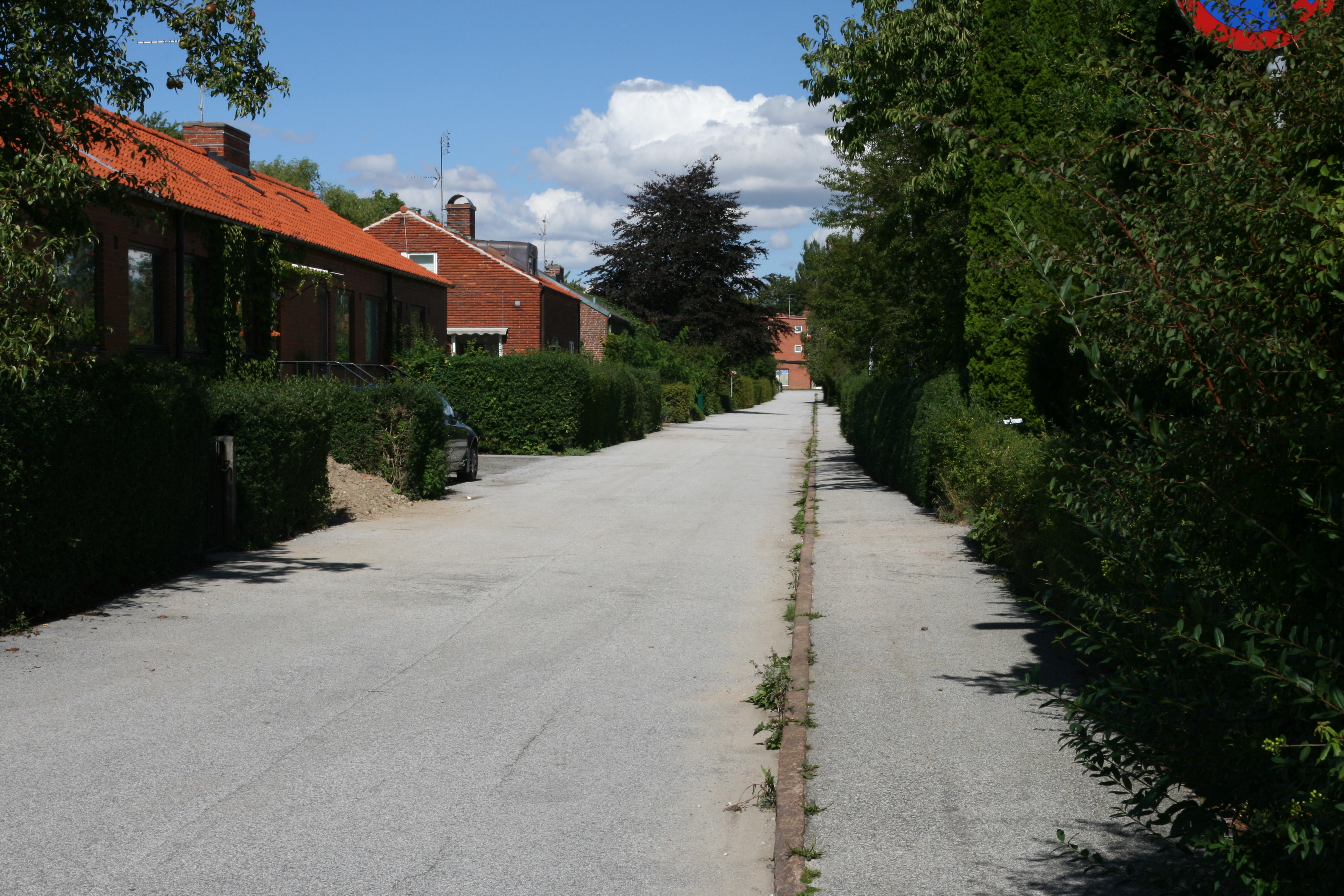
Smala gator och tegelvillor kännetecknar Rådmansvången.

Rådmansvången är en stadsdel i Lund. Statistiskt är det en del av Väster. Området avgränsas av bland annat Trollebergsvägen, Rådmansgatan, Stadsparken, Åkerlund & Rausings anläggning samt Snickarevägen. Lunds borgmästare och rådmän fick delar av sin inkomst från området. Där finns bland annat Patrik Rosengrens park.
Bo54 var en bostadsutställning som arrangerades i Rådmansvången mellan den 14 och 28 september 1954.